# Leptothorax
Leptothorax és un gènere de formigues de la subfamília dels mirmicins (Myrmicinae). Té una distribució holàrtica, incloent-hi la península Ibèrica.

## Espècies
El gènere Leptothorax inclou 20 espècies, de les quals 3 viuen a la península Ibèrica:
- Leptothorax acervorum (Fabricius, 1793) - present a la península Ibèrica[2]
- Leptothorax athabasca Buschinger & Schulz, 2008
- Leptothorax buschingeri Kutter, 1967
- Leptothorax calderoni Creighton, 1950
- Leptothorax canadensis Provancher, 1887
- Leptothorax crassipilis Wheeler, 1917
- Leptothorax faberi Buschinger, 1983
- Leptothorax goesswaldi Kutter, 1967
- Leptothorax gredleri Mayr, 1855 - present a la península Ibèrica[2]
- Leptothorax kutteri Buschinger, 1966
- Leptothorax muscorum (Nylander, 1846) - present a la península Ibèrica[2]
- Leptothorax oceanicus (Kuznetsov-Ugamsky, 1928)
- Leptothorax pacis (Kutter, 1945)
- Leptothorax paraxenus Heinze & Alloway, 1992
- Leptothorax pocahontas (Buschinger, 1979)
- Leptothorax retractus Francoeur, 1986
- Leptothorax scamni Ruzsky, 1905
- Leptothorax sphagnicola Francoeur, 1986
- Leptothorax wilsoni Heinze, 1989
- Leptothorax zhengi Zhou & Chen, 2011